# Contre-la-montre féminin aux championnats d'Europe de cyclisme sur route 2016
Le contre-la-montre féminin des championnats d'Europe de cyclisme sur route 2016 a lieu le 15 septembre 2016 à Plumelec, en France. Il est remporté par la Néerlandaise Ellen van Dijk.

## Parcours
Le parcours s'élance de Josselin dans la rue du canal et se termine dans la côte de Cadoudal à Plumelec.

## Récit de la course

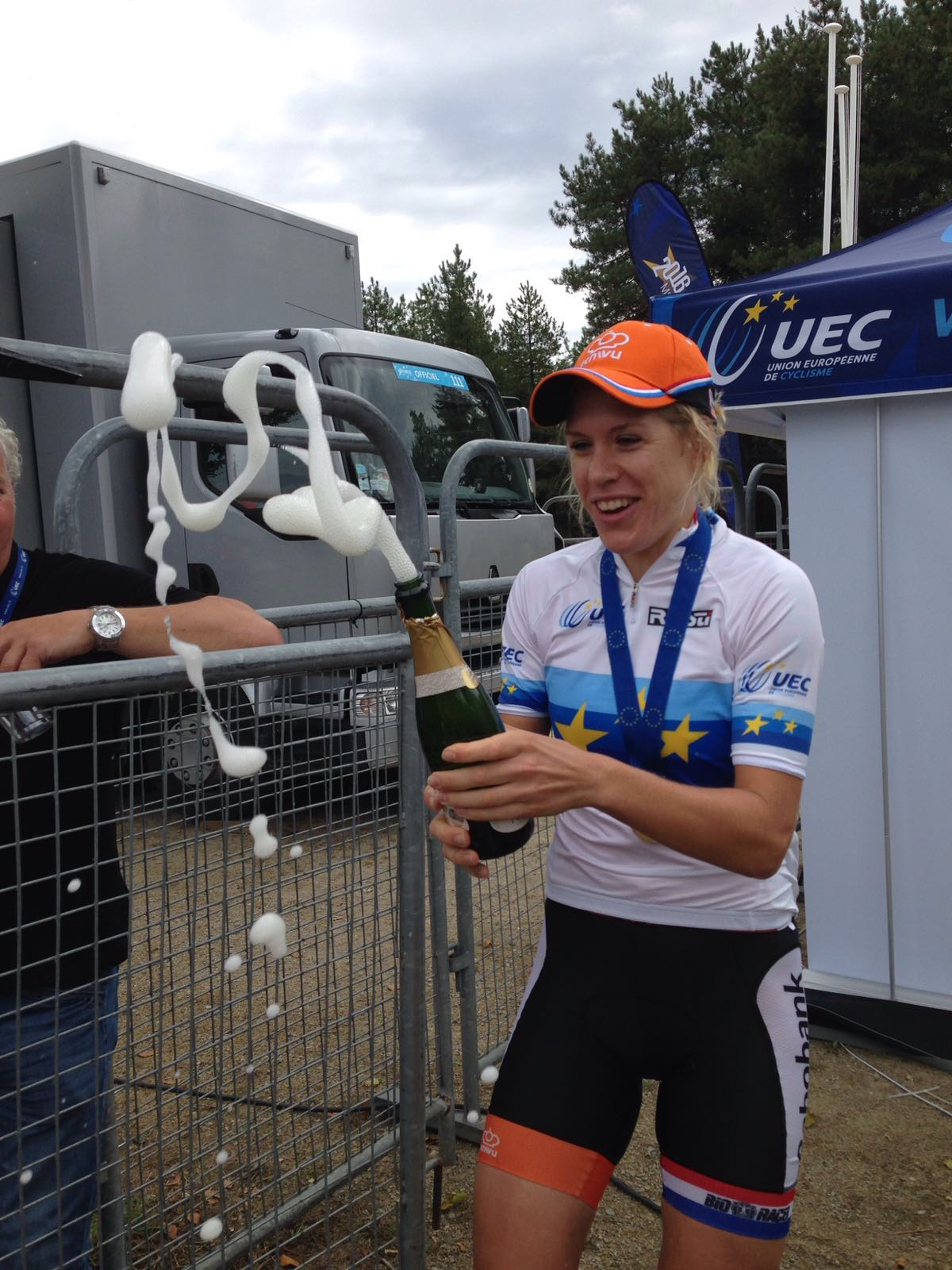
Ellen van Dijk célèbre sa victoire

Ellen van Dijk s'impose facilement, devançant sa compatriote Anna van der Breggen de dix-huit secondes et la Russe Olga Zabelinskaya de vingt-trois secondes.

## Classement
| \| Classement général \| Classement général \| Classement général \| Classement général \| Classement général \| \| Coureuse \| Coureuse \| Pays \| Équipe \| Temps \| \| ------------------ \| -------------------- \| ------------------ \| ------------------ \| ------------------ \| \| 1re \| Ellen van Dijk \| Pays-Bas \| Pays-Bas \| 36 min 41 s \| \| 2e \| Anna van der Breggen \| Pays-Bas \| Pays-Bas \| + 18 s \| \| 3e \| Olga Zabelinskaïa \| Russie \| Russie \| + 23 s \| \| 4e \| Alena Amialiusik \| Biélorussie \| Biélorussie \| + 1 min 34 s \| \| 5e \| Audrey Cordon-Ragot \| France \| France \| + 1 min 48 s \| \| 6e \| Ann-Sophie Duyck \| Belgique \| Belgique \| + 1 min 50 s \| \| 7e \| Elisa Longo Borghini \| Italie \| Italie \| + 1 min 55 s \| \| 8e \| Katarzyna Pawłowska \| Pologne \| Pologne \| + 2 min 25 s \| \| 9e \| Olena Pavlukhina \| Azerbaijan \| Azerbaijan \| + 2 min 31 s \| \| 10e \| Edwige Pitel \| France \| France \| + 2 min 32 s \| |                      |             |             |              |
| |                      |             |             |              |
| Source : ProCyclingStats |                      |             |             |              |
| Classement général |                      |             |             |              |
| Coureuse | Coureuse             | Pays        | Équipe      | Temps        |
| 1re | Ellen van Dijk       | Pays-Bas    | Pays-Bas    | 36 min 41 s  |
| 2e | Anna van der Breggen | Pays-Bas    | Pays-Bas    | + 18 s       |
| 3e | Olga Zabelinskaïa    | Russie      | Russie      | + 23 s       |
| 4e | Alena Amialiusik     | Biélorussie | Biélorussie | + 1 min 34 s |
| 5e | Audrey Cordon-Ragot  | France      | France      | + 1 min 48 s |
| 6e | Ann-Sophie Duyck     | Belgique    | Belgique    | + 1 min 50 s |
| 7e | Elisa Longo Borghini | Italie      | Italie      | + 1 min 55 s |
| 8e | Katarzyna Pawłowska  | Pologne     | Pologne     | + 2 min 25 s |
| 9e | Olena Pavlukhina     | Azerbaijan  | Azerbaijan  | + 2 min 31 s |
| 10e | Edwige Pitel         | France      | France      | + 2 min 32 s |